# Суперкорінь
У математиці суперкорінь — одна з двох обернених функцій тетрації.
Так само як піднесення до степеня має дві [обернені функції (корінь і логарифм), так і тетрація має дві обернені функції: суперкорінь і суперлогарифм. Це зумовлено некомутативністю гіпероператора при {\displaystyle N>2}. Суперкорінь не є елементарною функцією.

## Визначення

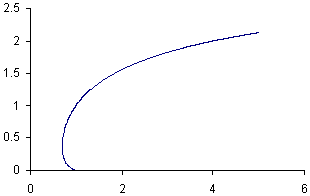
Графік функції суперкореня другого степеня

Для будь-якого невід'ємного цілого числа {\displaystyle n\geqslant 0} суперкорінь {\displaystyle n}-го степеня з {\displaystyle a>0} можна визначити, як один із розв'язків рівняння: {\displaystyle {}^{n}x=a}.
Суперкорінь — неоднозначна функція. Так, при {\displaystyle n=2} і {\displaystyle e^{-{\frac {1}{e}}}\leqslant a<1} рівняння вигляду {\displaystyle {}^{2}x=a} має два суперкорені з {\displaystyle a}, причому обидва вони будуть додатні та менші від {\displaystyle 1}. Ця двоїстість значень пояснюється тим, що функція {\displaystyle f(x)={}^{n}x} немонотонна.
Суперкорінь не завжди можна добути навіть із додатного числа, що є наслідком наявності у функцій виду {\displaystyle f(x)={}^{n}x} глобального мінімуму. Наприклад, при {\displaystyle n=2} похідна функції {\displaystyle f(x)={}^{2}x} має одну точку екстремуму {\displaystyle x={\frac {1}{e}}}, тому знаходження значень суперкореня другого степеня з {\displaystyle x} при {\displaystyle 0<x<{\biggl (}{\frac {1}{e}}{\biggr )}^{\frac {1}{e}}} стає неможливим (див. графік).

## Приклади
Приклади добування суперкореня з додатного дійсного числа:
- Суперкорінь четвертого ступеня з 65536 дорівнює 2, оскільки {\displaystyle 2^{2^{2^{2}}}=65536;}
- Суперкорінь другого степеня з 27 дорівнює 3, оскільки {\displaystyle 3^{3}=27;}
- Суперкорінь другого степеня з {\displaystyle {\frac {\sqrt {2}}{2}}} має два значення: {\displaystyle {\frac {1}{2}}} і {\displaystyle {\frac {1}{4}}}, оскільки {\displaystyle {\biggl (}{\frac {1}{4}}{\biggr )}^{\frac {1}{4}}={\biggl (}{\frac {1}{2^{2}}}{\biggr )}^{\frac {1}{4}}={\biggl (}{\frac {1}{2}}{\biggr )}^{2\times {\frac {1}{4}}}={\biggl (}{\frac {1}{2}}{\biggr )}^{\frac {1}{2}}={\frac {\sqrt {2}}{2}}.}

## Суперкорінь другого степеня та функція Ламберта
Функція суперкореня другого степеня виражається через W-функцію Ламберта. А саме, розв'язком рівняння {\displaystyle x^{x}=a} є
{\displaystyle \mathrm {ssrt} (a)=e^{W(\mathrm {ln} (a))}}.
Оскільки функція Ламберта {\displaystyle W(z)} є багатозначною функцією на інтервалі {\displaystyle (-{\frac {1}{e}},0)}, то й отримання суперкореня другого ступеня є неоднозначною функцією на {\displaystyle (e^{-1/e},1)}.

## Відкриті проблеми
- Для жодного цілого {\displaystyle n>3} невідомо, чи є корінь рівняння {\displaystyle {}^{n}x=2} раціональним, алгебричним ірраціональним чи трансцендентним числом.